# كين كيرشفال
كين كيرشفال (بالإنجليزية: Ken Kercheval) هو ممثل أمريكي، ولد في 15 يوليو 1935 في وولكوتفيل في الولايات المتحدة، وتوفي في 21 أبريل 2019 في كلينتون في الولايات المتحدة بسبب ذات الرئة.

## أعمال

### أفلام
- (1976) شبكة

### مسلسلات
- دالاس

## وصلات خارجية
- كين كيرشفال على موقع IMDb (الإنجليزية)
- كين كيرشفال على موقع روتن توميتوز (الإنجليزية)
- كين كيرشفال على موقع ألو سيني (الفرنسية)
- كين كيرشفال على موقع تيرنر كلاسيك موفيز (الإنجليزية)
- كين كيرشفال على موقع أول موفي (الإنجليزية)
- كين كيرشفال على موقع قاعدة بيانات برودواي على الإنترنت (الإنجليزية)
- كين كيرشفال على موقع قاعدة بيانات الأفلام السويدية (السويدية)
- كين كيرشفال على موقع إن إن دي بي (الإنجليزية)
- كين كيرشفال على موقع ديسكوغز (الإنجليزية)
- كين كيرشفال على موقع قاعدة بيانات الفيلم (الإنجليزية)